# Tetrastichus trisulcatus
Tetrastichus trisulcatus är en stekelart som beskrevs av Léon Abel Provancher 1887. Tetrastichus trisulcatus ingår i släktet Tetrastichus och familjen finglanssteklar. Inga underarter finns listade i Catalogue of Life.